# Bogusław Longchamps de Bérier
Bogusław Longchamps de Bérier (ur. 30 marca 1808 we Lwowie, zm. 21 stycznia 1888 tamże) – polski lekarz, powstaniec listopadowy, działacz niepodległościowy, poseł na Sejm Ustawodawczy w Kromieryżu.

## Życiorys
Pochodził z osiadłej w XVIII w. w Polsce hugenockiej rodziny francuskiej. Wnuk protoplasty polskiej linii rodu Franciszka. Syn lwowskiego lekarza Aleksandra (1766–1810) i Eleonory z Rudnickich. Miał brata bliźniaka Wincentego (1808–1881, prawnik). 
Ukończył gimnazjum we Lwowie. Następnie był studentem Wydziału Filozoficznego Uniwersytetu we Lwowie. Odbył studia medyczne na Uniwersytecie Wiedeńskim (1828–1831) i na Uniwersytecie w Pradze (1831–1836). Te ostatnie ukończył ze stopniem doktora medycyny, na podstawie rozprawy De cyanosi cardiaca, adnexa historia rnorbi.
Wraz z bratem bliźniakiem Wincentym wziął udział w powstaniu listopadowym. Od marca 1831 służył w pułku ułanów Legii Nadwiślańskiej. Całą kompanię odbył w korpusie gen. Samuela Różyckiego. Brał udział szarży oddziału jazdy wołyńskiej 9 sierpnia 1831 w bitwie pod Iłżą, po której awansowany został na wachmistrza. Walczył także pod Zawichostem (10 sierpnia), Przytykiem (11 sierpnia) i Janowcem (9 września). Wraz z całym korpusem przeszedł granicę Wolnego Miasta Krakowa, gdzie został 8 października 1831 mianowany podporucznikiem.
Po rozformowaniu jednostki wyjechał do Pragi aby dokończyć studia medyczne. W ich trakcie poznał czołówkę czeskich działaczy narodowych i demokratycznych m.in. Pawła Safarika, Franciszka Celakovskego, Franciszka Palackego, Józefa Jungmanna. Po powrocie do Galicji od 1836 pracował jako lekarz praktyczny na ziemi sanockiej (według innego źródła we Lwowie w latach 1836–1842) i Lesku (1842–1850). Związał się także z konspiracją przygotowującą powstanie. Aresztowany w 1846 i osadzony na czas śledztwa w więzieniu lwowskim. Z więzienia wyszedł w marcu 1848 na mocy amnestii cesarskiej. Aktywny politycznie w okresie Wiosny Ludów. Poseł do Sejmu Konstytucyjnego w Wiedniu i Kromieryżu (10 lipca 1848 – 20 stycznia 1849), wybrany 19 czerwca 1848 w galicyjskim okręgu wyborczym Lesko. W parlamencie należał do „Stowarzyszenia” skupiającego demokratycznych posłów polskich. Wraz z innymi posłami 19 października 1848 podpisał „Odezwę posłów galicyjskich do kraju” w której zaprotestował przeciwko planowi podziału Galicji wg klucza narodowościowego.
Po powrocie do Galicji wycofał się z życia publicznego, mieszkając i pracując od 1849 jako lekarz we Lwowie. W tym okresie pozostawał pod nadzorem policyjnym. Po stopniowej liberalizacji stosunków został najpierw ordynariuszem w szpitalu Sióstr Miłosierdzia, a następnie lekarzem miasta Lwowa. Na tym ostatnim stanowisku walczył z panującą wówczas epidemią cholery. W tym okresie podjął też współpracę z Instytutem Rolniczym w Dublanach. Był także prezesem Lwowskiego Towarzystwa Lekarskiego i członkiem Galicyjskiego Towarzystwa Gospodarskiego we Lwowie. Po wybuchu powstania styczniowego był czynnym członkiem polskiej konspiracji cywilnej we Lwowie. W tym czasie udzielał schronienia powstańcom i politycznie podejrzanym, stąd policja austriacka często przeprowadzała rewizje w jego domu.
Znany ze swej antyaustriackiej postawy był osobą popularną we Lwowie. Czynny działacz organizacji patriotycznych i kombatanckich. W 1880 był członkiem komitetu obchodowego 50 rocznicy powstania listopadowego. Inicjator powołania, a następnie prezes Komisji Lwowskiej Towarzystwa Opieki Weteranów 1831 r. i utworzenia kwatery dla powstańców listopadowych na Cmentarzu Łyczakowskim we Lwowie. W 1886 uczestniczył w powołaniu Towarzystwa Weteranów 1863.
Zmarł 21 listopada 1888 we Lwowie. Został pochowany na Cmentarzu Łyczakowskim we Lwowie w kwaterze „Żelaznej Kompanii” powstańców listopadowych (obok niego spoczęła także żona, syn Franciszek i wnuk Jan).
Był żonaty z Leokadią z domu Deputowicz. Mieli dzieci: dwóch synów powstańca styczniowego i przedsiębiorcę naftowego Franciszka (1840–1914) oraz lekarza i generała Bronisława (1852–1914), a także trzy córki Zofię (żonę Władysława Lewakowskiego), Marię (żona Aleksandra Kręczyńskiego) i Wincentynę.